# (33957) 2000 NG5
2000 NG5 (asteroide 33957) é um asteroide da cintura principal. Possui uma excentricidade de 0.20511760 e uma inclinação de 3.14359º.
Este asteroide foi descoberto no dia 7 de julho de 2000 por LINEAR em Socorro.